# Hrob Hanse Kudlicha
Hrob Hanse Kudlicha se nachází na hřbitově na katastrálním území obce Úvalno v okrese Bruntál. Je chráněn jako kulturní památka od roku 1958 a byl zapsán do Ústředního seznamu kulturních památek ČR.

## Historie
Na hřbitově při západní zdi je hrob úvalenského rodáka, slezského poslance Hanse Kudlicha (1823–1917), jenž roku 1848 na Kroměřížském sněmu podal návrh na úplné zrušení poddanství v zemích Rakouského císařství. Roku 1917 zemřel Kudlich ve věku 94 let v Hobokenu, New Jersey, USA. Kdysi nejmladší poslanec ústavodárného sněmu zemřel jako poslední žijící z 383 poslanců. Protože jeho poslední přání znělo: „Chci domů“, byla jeho urna roku 1925 převezena do Úvalna a slavnostně uložena do rozhledny na vrchu Strážiště (nazývána též rozhlednou Hanse Kudlicha) nad obcí. Po skončení druhé světové války byla urna uložena do hrobu na místním hřbitově, který byl několikrát poškozen. Po opravě rozhledny byla v roce 2000 urna opět uložena do pietního místa rozhledny. Hrob je z třicátých let 20. století.

## Popis
Hrobové místo vymezené obrubou z šedé žuly a vysypané štěrkem je čtvercového půdorysu. V hlavě na nízkém hranolovém podstavci z šedé žuly jsou umístěny dva válcovité sloupky s kovovými lucernami a mezi nimi na užším podstavci je edikula zakončená pětiúhlým překladem. V edikule v odstupňované vpadlině je umístěná deska z černého mramoru s nápisy a nad ní je reliéfní deska z bílého mramoru. V reliéfu je zobrazen Hans Kudlich s plnovousem a kloboukem v levé ruce, sklánějící se ke vzrostlému obilí s pravou rukou v klasech. Po stranách jsou zobrazeny stromy a v dálce je zobrazena rozhledna na kopci Strážiště. Na podstavci v ose je umístěna obdélníková deska z černé leštěné žuly s česko-německým nápisem.

## Galerie

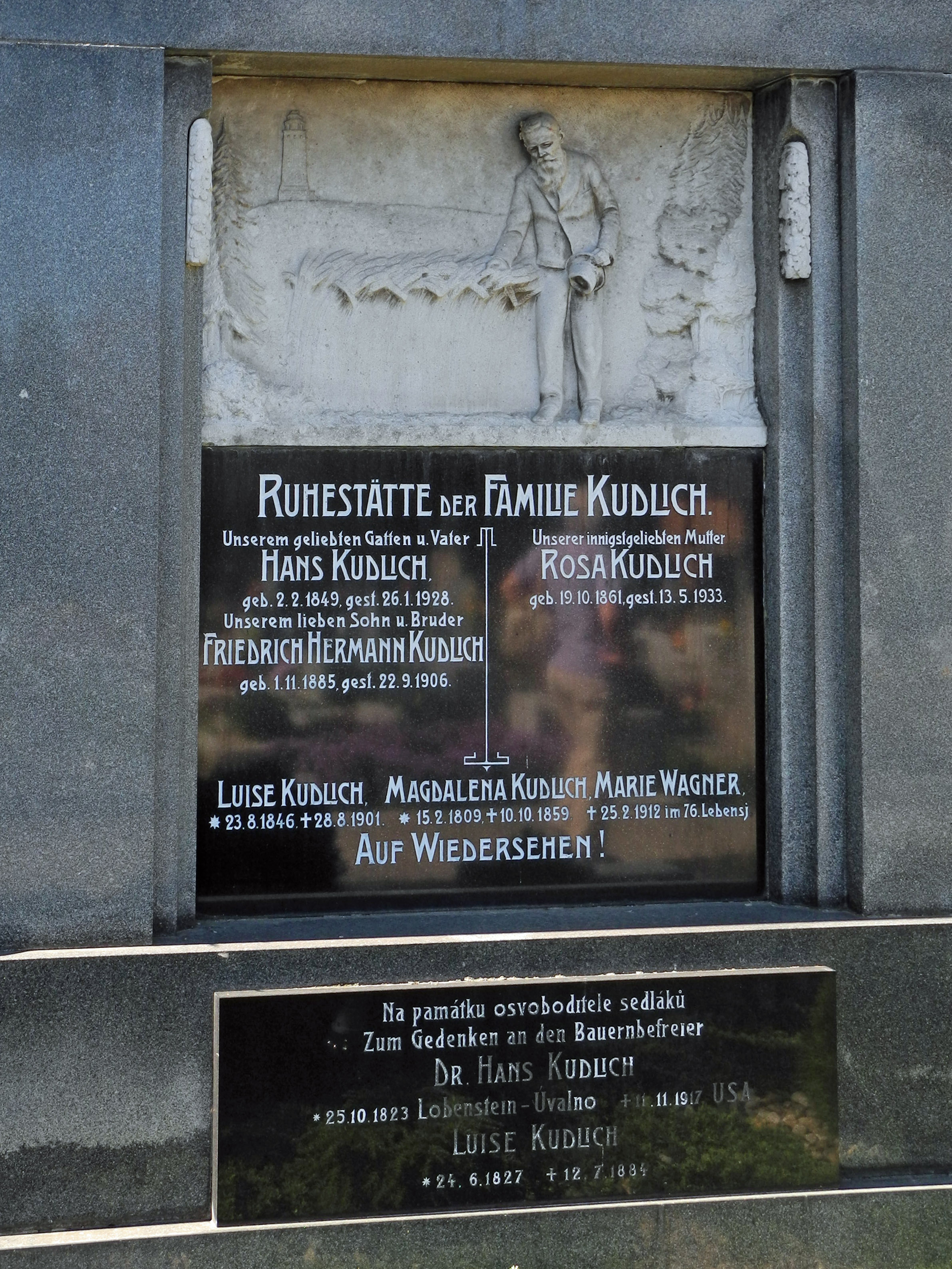
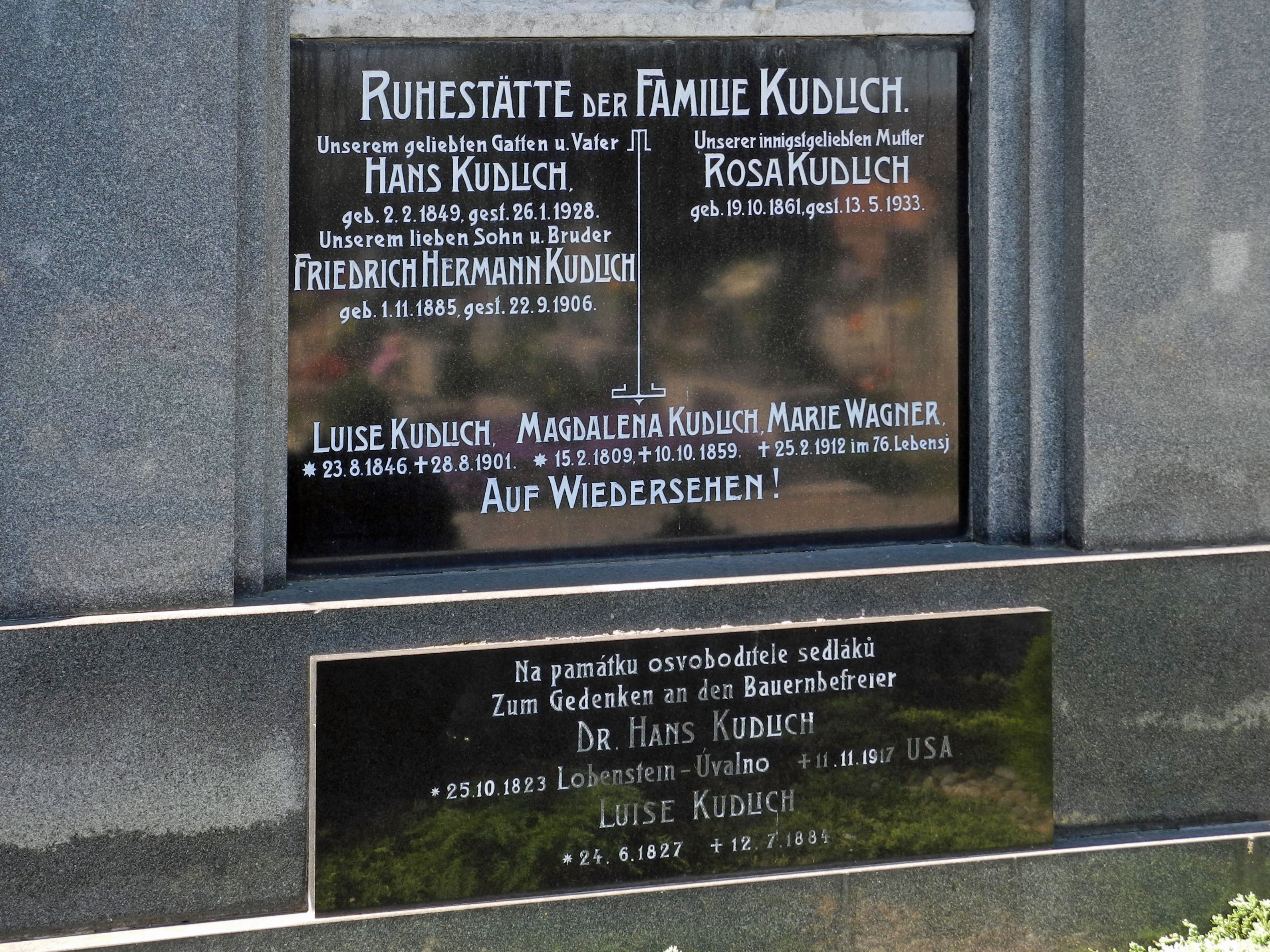
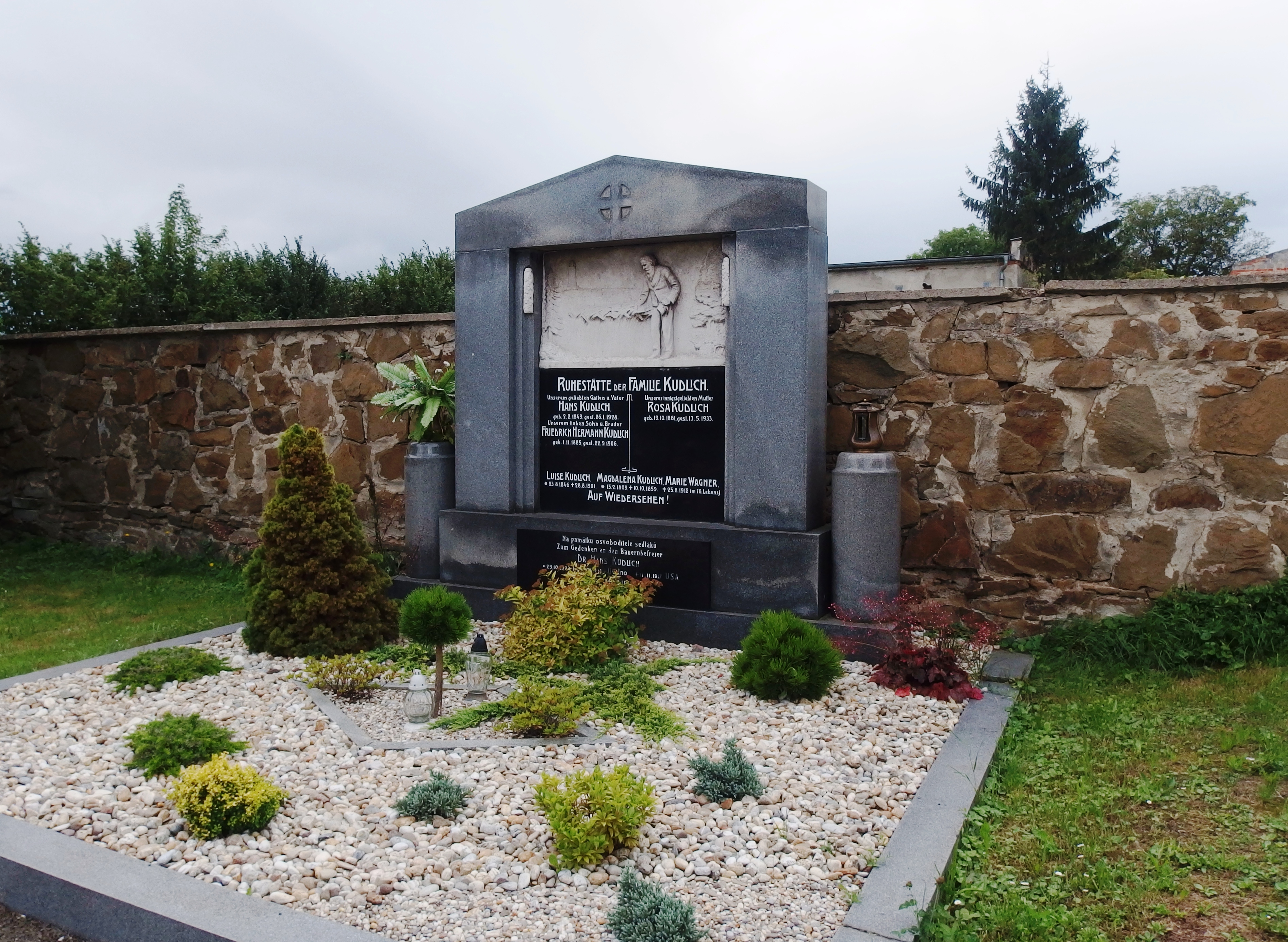